# Ophrys paphosiana
Ophrys paphosiana är en orkidéart som beskrevs av Helmut Baumann och Siegfried Künkele. Ophrys paphosiana ingår i ofryssläktet, och familjen orkidéer.
Artens utbredningsområde är Cypern. Inga underarter finns listade i Catalogue of Life.